# جون توملينسون
جون توملينسون هو مؤدي ومغني أوبرا وسياسي بريطاني، ولد في 22 سبتمبر 1946 في أكرينجتون في المملكة المتحدة. انتخب ممثل الجمعية البرلمانية لمجلس أوروبا ‏ لترشحه ضمن قائمة المملكة المتحدة، (23 أغسطس 2005 – 7 نوفمبر 2015) وانتخب نائب عن الجمعية البرلمانية لمجلس أوروبا ‏ لترشحه ضمن قائمة المملكة المتحدة، (8 نوفمبر 2001 – 23 أغسطس 2005).

## وصلات خارجية
- الموقع الرسمي
- جون توملينسون على موقع IMDb (الإنجليزية)
- جون توملينسون على موقع ميوزك برينز (الإنجليزية)
- جون توملينسون على موقع أول ميوزيك (الإنجليزية)
- جون توملينسون على موقع ديسكوغز (الإنجليزية)
- جون توملينسون على موقع قاعدة بيانات الفيلم (الإنجليزية)